# 兴东垣东岳庙
37°02′53″N 110°56′56″E / 37.04806°N 110.94889°E
兴东垣东岳庙位于中国山西省吕梁市石楼县龙交乡兴东垣村，2001年被列为第五批全国重点文物保护单位。
兴东垣东岳庙始建年代不晚于金代，元至元四年（1388年）、明崇祯十四年（1641年）及清代有修葺。座西北向东南，东西宽35米，南北宽65米，占地2800平方米。中轴线上有影壁、山门、戏台和大殿等建筑，大殿两侧有垛殿各三间，其中大殿为金代原构，余为明清建筑。大殿面阔三间，进深六椽，单檐歇山顶，殿内有明代壁画。